# Campeonato Asiático de Atletismo de 2023 - 200 m masculino
A prova dos 200 metros masculino do Campeonato Asiático de Atletismo de 2023 foi disputada nos dias 15 e 16 de julho de 2023, no Estádio Nacional, em Banguecoque, na Tailândia.

## Recordes
Antes desta competição, os recordes mundiais e do campeonato nesta prova eram os seguintes:
|                       | Nome              | Nacionalidade | Tempo  | Local   | Data                 |
| --------------------- | ----------------- | ------------- | ------ | ------- | -------------------- |
| Recorde mundial       | Usain Bolt        | Jamaica       | 19s 19 | Berlim  | 20 de agosto de 2009 |
| Recorde do campeonato | Femi Seun Ogunode | Catar         | 20s 28 | Wuhan   | 6 de julho de 2015   |
| Recorde asiático      | Xie Zhenye        | China         | 19s 88 | Londres | 21 de julho de 2019  |

Os seguintes recordes foram estabelecidos durante esta competição:
| Data        | Evento | Atleta     | Nacionalidade | Tempo  | Notas                 |
| ----------- | ------ | ---------- | ------------- | ------ | --------------------- |
| 16 de julho | Final  | Towa Uzawa | Japão         | 20s 23 | Recorde do campeonato |

## Medalhistas
| Ouro             | Prata               | Bronze            |
| Towa Uzawa (JPN) | Yang Chun-han (TPE) | Koki Ueyama (JPN) |

## Cronograma
Todos os horários são locais (UTC+7)
| Data        | Hora  | Evento    |
| ----------- | ----- | --------- |
| 15 de julho | 09:30 | Bateria   |
| 15 de julho | 18:05 | Semifinal |
| 16 de julho | 17:48 | Final     |

## Resultados

### Bateria
Qualificação: 4 atletas de cada bateria  (Q) mais os  4 melhores qualificados (q).
Vento:
 Bateria 1: +0.7 m/s, Bateria 2: +0.5 m/, Bateria 3: 0.0 m/s, Bateria 4: -1.1 m/, Bateria 5: +0.2 m/s 
| Posição | Bateria | Atleta                     | Nacionalidade  | Tempo | Notas            |
| ------- | ------- | -------------------------- | -------------- | ----- | ---------------- |
| 1       | 3       | Xie Zhenye                 | China          | 20.57 | Q                |
| 2       | 1       | Towa Uzawa                 | Japão          | 20.73 | Q                |
| 3       | 2       | Koki Ueyama                | Japão          | 20.73 | Q                |
| 4       | 3       | Yang Chun-han              | Taipé Chinesa  | 20.87 | Q                |
| 5       | 3       | Ko Seung-hwan              | Coreia do Sul  | 20.91 | Q                |
| 6       | 5       | Femi Ogunode               | Catar          | 20.93 | Q                |
| 7       | 5       | Shajar Abbas               | Paquistão      | 21.06 | Q                |
| 8       | 2       | Abdulaziz Abdou Atafi      | Arábia Saudita | 21.06 | Q                |
| 9       | 5       | Chen Wen-pu                | Taipé Chinesa  | 21.12 | Q                |
| 10      | 1       | Rashid Al-Aasmi            | Omã            | 21.16 | Q                |
| 11      | 1       | Milad Naseh Jahani         | Irão           | 21.17 | Q                |
| 12      | 4       | Shin Min-kyu               | Coreia do Sul  | 21.17 | Q                |
| 13      | 2       | Noureddine Hadid           | Líbano         | 21.18 | Q                |
| 14      | 1       | Ngần Ngọc Nghĩa            | Vietname       | 21.20 | Q                |
| 15      | 4       | Fahad Mohamed Al-Subaie    | Arábia Saudita | 21.23 | Q                |
| 16      | 4       | Mohamed Obaid Al-Saadi     | Omã            | 21.30 | Q                |
| 17      | 1       | Ho Wai Lun                 | Hong Kong      | 21.43 | q,               |
| 18      | 3       | Mark Lee                   | Singapura      | 21.48 | Q                |
| 19      | 5       | Chayut Khongprasit         | Tailândia      | 21.53 | Q                |
| 20      | 2       | Mohammad Jahir Rayhan      | Bangladesh     | 21.67 | Q                |
| 21      | 1       | Bilal Thiyab               | Jordânia       | 21.73 | q,               |
| 22      | 5       | Vitaliy Zems               | Cazaquistão    | 21.76 | q                |
| 23      | 4       | Jonathan Nyepa             | Malásia        | 21.79 | Q                |
| 24      | 1       | Aimat Tulebayev            | Cazaquistão    | 21.82 | q                |
| 25      | 2       | Chan Kin Wa                | Macau          | 21.85 |                  |
| 26      | 3       | Mueed Abdul                | Paquistão      | 21.86 |                  |
| 27      | 5       | Sorsy Phompakdy            | Laos           | 21.90 | Recorde nacional |
| 28      | 4       | Favoris Muzrapov           | Tajiquistão    | 22.30 |                  |
| 29      | 5       | Aayush Kunwar              | Nepal          | 22.40 | Recorde pessoal  |
| 30      | 4       | Alisher Sadulayev          | Turquemenistão | 22.41 |                  |
| 31      | 3       | Md Rakibul Hasan           | Bangladesh     | 22.41 |                  |
| 32      | 2       | Ibrahim Nahil Nizar        | Maldivas       | 22.59 | Recorde pessoal  |
| 33      | 3       | Shivaraj Parki             | Nepal          | 22.64 | Recorde pessoal  |
| 34      | 2       | Penjor Tshering            | Butão          | 22.83 | Recorde nacional |
| 35      | 3       | Wais Ahmad Atayee          | Afghanistan    | 23.68 | Recorde pessoal  |
| 36      | 4       | Safar Ali Ahmadi           | Afghanistan    | 24.90 | Recorde pessoal  |
| 99      | 4       | Soraoat Dapbang            | Tailândia      | DNS   |                  |
| 99      | 5       | Reuben Rainer Lee Siong En | Singapura      | DNS   |                  |

### Semifinal
Qualificação: 2 atletas de cada bateria  (Q) mais os  2 melhores qualificados (q).
Vento:
 Bateria 1: 0.0 m/s, Bateria 2: -0.2 m/, Bateria 3: -0.4 m/s 
| Posição | Bateria | Atleta                  | Nacionalidade  | Tempo | Notas |
| ------- | ------- | ----------------------- | -------------- | ----- | ----- |
| 1       | 3       | Towa Uzawa              | Japão          | 20.56 | Q     |
| 2       | 2       | Femi Ogunode            | Catar          | 20.66 | Q     |
| 3       | 1       | Xie Zhenye              | China          | 20.71 | Q     |
| 4       | 3       | Yang Chun-han           | Taipé Chinesa  | 20.71 | Q     |
| 5       | 1       | Ko Seung-hwan           | Coreia do Sul  | 20.79 | Q     |
| 6       | 2       | Koki Ueyama             | Japão          | 20.83 | Q     |
| 7       | 3       | Abdulaziz Abdou Atafi   | Arábia Saudita | 20.85 | q     |
| 8       | 2       | Fahad Mohamed Al-Subaie | Arábia Saudita | 20.99 | q     |
| 9       | 1       | Shajar Abbas            | Paquistão      | 21.04 |       |
| 10      | 2       | Mohamed Obaid Al-Saadi  | Omã            | 21.08 |       |
| 11      | 1       | Chen Wen-pu             | Taipé Chinesa  | 21.09 |       |
| 12      | 1       | Chayut Khongprasit      | Tailândia      | 21.12 |       |
| 13      | 1       | Milad Naseh Jahani      | Irão           | 21.14 |       |
| 14      | 2       | Shin Min-kyu            | Coreia do Sul  | 21.15 |       |
| 15      | 3       | Noureddine Hadid        | Líbano         | 21.16 |       |
| 16      | 3       | Rashid Al-Aasmi         | Omã            | 21.17 |       |
| 17      | 2       | Ngần Ngọc Nghĩa         | Vietname       | 21.20 |       |
| 18      | 3       | Vitaliy Zems            | Cazaquistão    | 21.48 |       |
| 19      | 3       | Mark Lee                | Singapura      | 21.56 |       |
| 20      | 1       | Mohammad Jahir Rayhan   | Bangladesh     | 21.69 |       |
| 21      | 2       | Ho Wai Lun              | Hong Kong      | 21.82 |       |
| 22      | 3       | Jonathan Nyepa          | Malásia        | 21.83 |       |
| 23      | 2       | Bilal Thiyab            | Jordânia       | 21.86 |       |
| 24      | 1       | Aimat Tulebayev         | Cazaquistão    | 22.14 |       |

### Final
A final ocorreu no dia 16 de julho às 17:48.
Vento: 0.0 m/s
| Posição           | Raia | Atleta                  | Nacionalidade  | Tempo | Notas                 |
| ----------------- | ---- | ----------------------- | -------------- | ----- | --------------------- |
| Medalha de ouro   | 4    | Towa Uzawa              | Japão          | 20.23 | Recorde do campeonato |
| Medalha de prata  | 6    | Yang Chun-han           | Taipé Chinesa  | 20.48 |                       |
| Medalha de bronze | 8    | Koki Ueyama             | Japão          | 20.53 |                       |
| 4                 | 3    | Xie Zhenye              | China          | 20.66 |                       |
| 5                 | 7    | Ko Seung-hwan           | Coreia do Sul  | 20.66 |                       |
| 6                 | 1    | Abdulaziz Abdou Atafi   | Arábia Saudita | 20.74 |                       |
| 7                 | 2    | Fahad Mohamed Al-Subaie | Arábia Saudita | 21.10 |                       |
| 8                 | 5    | Femi Ogunode            | Catar          | 29.03 |                       |

Legenda
| Recorde mundial       | Recorde mundial (World record)               |                       | Recorde africano                      | Recorde africano (African) |                                           | Q | Classificado por posição (Qualified) |
| Recorde do campeonato | Recorde do campeonato (Championship record)  | Recorde da América    | Recorde da América (Americas)         | q                          | Classificado por melhor tempo (Qualified) |   |                                      |
| Melhor marca do ano   | Melhor marca do ano (World leading)          | Recorde asiático      | Recorde asiático (Asian)              | DNS                        | Não largou (Did not start)                |   |                                      |
| Recorde nacional      | Recorde nacional (National record)           | Recorde europeu       | Recorde europeu (European)            | DNF                        | Não terminou (Did not finish)             |   |                                      |
| Recorde pessoal       | Recorde pessoal do atleta (Personal best)    | Recorde da Oceania    | Recorde da Oceania (Oceania)          | DSQ / DQ                   | Desclassificado (Disqualified)            |   |                                      |
| Recorde da temporada  | Recorde da temporada do atleta (Season best) | Recorde sul-americano | Recorde sul-americano (South America) | NM                         | Sem marca (No mark)                       |   |                                      |